# Султантимирово
Султантимирово (баш. Һултантимер) — деревня в Зилаирском районе Республики Башкортостан Российской Федерации. Входит в состав Ямансазского сельсовета МР Зилаирский район РБ.

## География

### Географическое положение
Расстояние до:
- районного центра (Зилаир): 61 км,
- центра сельсовета (Ямансаз): 12 км,
- ближайшей железнодорожной станции (Сибай): 116 км.

## История
В 1650 году внук старшины Мамынта Кашкарова Султан выселился из деревни Кашкарово и основал деревню, ныне известную как Султантимирово. Своё переселение мотивировал тем, что горы раньше освобождаются от покрова снега. За Султаном последовали другие люди. Во время СССР жители  деревни Олосаз переселились в деревню Султантимерово и основали улицу Олосаз.

## Население
| 2002 | 2009 | 2010 |
| ---- | ---- | ---- |
| 300  | ↗313 | ↘250 |